# Antorcha (periódico)
Antorcha fue un periódico quincenal publicado brevemente en Las Palmas de Gran Canaria, España, entre 1935 y 1936.

## Historia y perfil
Antorcha fue fundado en 1935 como un periódico quincenal y tenía un carácter principalmente teórico. Antorcha era publicado por el Sindicato de los Trabajadores Manuales e Intelectuales de la Confederación Nacional del Trabajo (CNT).
Al estallarse la guerra civil española en julio de 1936, la publicación paró sus operaciones. Más tarde en la década de 1940, Antorcha renació temporalmente como una entidad clandestina.